# ESE Business School
ESE Business School es la escuela de negocios de la Universidad de los Andes (Chile), ubicada en Santiago. Fundada en 1999 como el Centro de Estudios Superiores de la Empresa (ESE), ofrece programas de posgrado y formación ejecutiva para la alta dirección.

## Historia
La Escuela fue creada en 1999 bajo la dirección de Alberto López‑Hermida. En sus primeros años, se lanzaron programas como el PADE, el AMP y el Executive MBA. En 2006, se inauguró su sede institucional en el campus San Carlos de Apoquindo. El Executive MBA fue acreditado por la Association of MBAs (AMBA) en 2007.«ESE Business School – AMBA Accredited Schools». AMBA. Consultado el 18 de agosto de 2025.
Posteriormente asumieron la dirección general Mauricio Larraín (2011), Raimundo Monge (2017) y Karin Jürgensen (2024) .

## Programas académicos
El ESE imparte programas de posgrado como Executive MBA, Senior MBA, MDI (Desarrollo e Inversión Inmobiliaria), MDFI (Dirección Financiera e Inversiones) y el MIM (Master in Management), además de cursos ejecutivos de corta duración y programas In Company diseñados para empresas.

## Acreditaciones y rankings
El Executive MBA del ESE cuenta con la acreditación de AMBA desde 2007, la cual fue renovada en 2025.«MBA UANDES obtiene reacreditación por AMBA». Universidad de los Andes. 2025-03. Consultado el 18 de agosto de 2025.
En 2021, el ESE fue clasificado con "3 Palmas de Excelencia" por Eduniversal.«ESE Business School – Chile "3 Palmes OF Excellence"». Eduniversal. Consultado el 18 de agosto de 2025.

## Instalaciones
La sede del ESE, inaugurada en 2005, fue desarrollada por Guillermo Rosende y Asociados. Su diseño incorpora influencias de la arquitectura estadounidense, en particular de la oficina Shepley Bulfinch, y cuenta con una superficie aproximada de 7.794 m². 
«El edificio ESE de la Universidad de los Andes». GRAA – Guillermo Rosende Arquitectos. Consultado el 18 de agosto de 2025.

## Vinculación internacional
El ESE mantiene alianzas con otras escuelas de negocios como el IESE Business School </ref> «International Alliances – IESE Business School». IESE Business School. Consultado el 18 de agosto de 2025.